# جيجي مارفن
جيجي مارفن (بالإنجليزية: Gisele Marvin)‏ هي لاعبة هوكي الجليد أمريكية، ولدت في 7 مارس 1987 في وورود في الولايات المتحدة.

## وصلات خارجية
- جيجي مارفن على موقع EliteProspects.com (الإنجليزية)
- جيجي مارفن على موقع اللجنة الأولمبية الدولية (الإنجليزية)
- جيجي مارفن على موقع أوليمبيديا (الإنجليزية)
- جيجي مارفن على موقع اللجنة الأولمبية والبارالمبية الأمريكية (الإنجليزية)